# وقف (قراءة)
الوقف «في علم التجويد»، قطع الصوت زمنًا يتنفس فيه القارئ (عادة) بنية استئناف القراءة. وهو جائز مالم يمنعه مانع، والوقف يكون على رؤوس الآيات، أو أواسطها، ولا يمكن أن يأتي في وسط الكلمة، أو فيما اتصل رسمًا، ولا بد من التنفس عند الوقف، فإذا لم يتنفس القارئ كان ذلك سكتًا.
الابتداء هو: استئناف القراءة بعد الوقف، فإما أن يستأنف القراءة بما يلي الكلمة التي وقف عندها أو بما قبلها أو بها هي نفسها.

## أقسام الوقف
1. اضطراري: ما يعرض القارئ بسبب ضرورة كضيق نفس ونسيان ونحوها
2. انتظاري: أن يقف على كلمة ليعطف عليها غيرها عند جمعه لاختلاف الروايات
3. اختباري: أن يقف على كلمة ليست محل للوقف عادة، ويكون ذلك في مقام الاختبار أو التعلم[2]
4. اختياري: أن يقصد الوقوف من غير سبب من الأسباب السابقة. وهو على أربعة

|                                                       |                                                       |                                                       |                                                       |                                                       |                                                       |  |  | أقسام الوقف                        |                                    |                                    |                                    |                                    |                                    |  |  |                                                       |                                                       |                                                       |                                                       |                                                       |                                                       |
|                                                       |                                                       |                                                       |                                                       |                                                       |                                                       |  |  |                                    |                                    |                                    |                                    |                                    |                                    |  |  |                                                       |                                                       |                                                       |                                                       |                                                       |                                                       |
|                                                       |                                                       |                                                       |                                                       |                                                       |                                                       |  |  |                                    |                                    |                                    |                                    |                                    |                                    |  |  |                                                       |                                                       |                                                       |                                                       |                                                       |                                                       |
| اضطراري عند السعال أو العطس أو اي عذر                 | اضطراري عند السعال أو العطس أو اي عذر                 | اضطراري عند السعال أو العطس أو اي عذر                 | اضطراري عند السعال أو العطس أو اي عذر                 | اضطراري عند السعال أو العطس أو اي عذر                 | اضطراري عند السعال أو العطس أو اي عذر                 |  |  | اختياري ان تقف باخيارك دون اضرار   | اختياري ان تقف باخيارك دون اضرار   | اختياري ان تقف باخيارك دون اضرار   | اختياري ان تقف باخيارك دون اضرار   | اختياري ان تقف باخيارك دون اضرار   | اختياري ان تقف باخيارك دون اضرار   |  |  | اختباري للتعلم والاختبار                              | اختباري للتعلم والاختبار                              | اختباري للتعلم والاختبار                              | اختباري للتعلم والاختبار                              | اختباري للتعلم والاختبار                              | اختباري للتعلم والاختبار                              |
| اضطراري عند السعال أو العطس أو اي عذر                 | اضطراري عند السعال أو العطس أو اي عذر                 | اضطراري عند السعال أو العطس أو اي عذر                 | اضطراري عند السعال أو العطس أو اي عذر                 | اضطراري عند السعال أو العطس أو اي عذر                 | اضطراري عند السعال أو العطس أو اي عذر                 |  |  | اختياري ان تقف باخيارك دون اضرار   | اختياري ان تقف باخيارك دون اضرار   | اختياري ان تقف باخيارك دون اضرار   | اختياري ان تقف باخيارك دون اضرار   | اختياري ان تقف باخيارك دون اضرار   | اختياري ان تقف باخيارك دون اضرار   |  |  | اختباري للتعلم والاختبار                              | اختباري للتعلم والاختبار                              | اختباري للتعلم والاختبار                              | اختباري للتعلم والاختبار                              | اختباري للتعلم والاختبار                              | اختباري للتعلم والاختبار                              |
| حكمه الجواز مع مراعاة تمام المعنى عند استئناف القراءة | حكمه الجواز مع مراعاة تمام المعنى عند استئناف القراءة | حكمه الجواز مع مراعاة تمام المعنى عند استئناف القراءة | حكمه الجواز مع مراعاة تمام المعنى عند استئناف القراءة | حكمه الجواز مع مراعاة تمام المعنى عند استئناف القراءة | حكمه الجواز مع مراعاة تمام المعنى عند استئناف القراءة |  |  | حكمه جواز الوقف اذا لم يفسد المعنى | حكمه جواز الوقف اذا لم يفسد المعنى | حكمه جواز الوقف اذا لم يفسد المعنى | حكمه جواز الوقف اذا لم يفسد المعنى | حكمه جواز الوقف اذا لم يفسد المعنى | حكمه جواز الوقف اذا لم يفسد المعنى |  |  | حكمه الجواز مع مراعاة تمام المعنى عند استئناف القراءة | حكمه الجواز مع مراعاة تمام المعنى عند استئناف القراءة | حكمه الجواز مع مراعاة تمام المعنى عند استئناف القراءة | حكمه الجواز مع مراعاة تمام المعنى عند استئناف القراءة | حكمه الجواز مع مراعاة تمام المعنى عند استئناف القراءة | حكمه الجواز مع مراعاة تمام المعنى عند استئناف القراءة |
| حكمه الجواز مع مراعاة تمام المعنى عند استئناف القراءة | حكمه الجواز مع مراعاة تمام المعنى عند استئناف القراءة | حكمه الجواز مع مراعاة تمام المعنى عند استئناف القراءة | حكمه الجواز مع مراعاة تمام المعنى عند استئناف القراءة | حكمه الجواز مع مراعاة تمام المعنى عند استئناف القراءة | حكمه الجواز مع مراعاة تمام المعنى عند استئناف القراءة |  |  | حكمه جواز الوقف اذا لم يفسد المعنى | حكمه جواز الوقف اذا لم يفسد المعنى | حكمه جواز الوقف اذا لم يفسد المعنى | حكمه جواز الوقف اذا لم يفسد المعنى | حكمه جواز الوقف اذا لم يفسد المعنى | حكمه جواز الوقف اذا لم يفسد المعنى |  |  | حكمه الجواز مع مراعاة تمام المعنى عند استئناف القراءة | حكمه الجواز مع مراعاة تمام المعنى عند استئناف القراءة | حكمه الجواز مع مراعاة تمام المعنى عند استئناف القراءة | حكمه الجواز مع مراعاة تمام المعنى عند استئناف القراءة | حكمه الجواز مع مراعاة تمام المعنى عند استئناف القراءة | حكمه الجواز مع مراعاة تمام المعنى عند استئناف القراءة |

### أقسام الوقف الاختياري
- التام: الوقف على ما تم معناه ولم يتعلق بما بعدة.مثال مالك يوم الدين
- الكافي: الوقف على ما تم في نفسه وتعلق بما بعده.مثال أم لم تنذرهم لا يؤمنون (وقف ثم ابتداء) ختم الله
- الحسن: الوقف على ما تم معناه وتعلق بما بعدة لفظا ومعنا.مثال الحمد لله (وقف ثم ابتداء) الحمد لله رب العالمين
- القبيح: الوقف على لفظ يفسد المعنى. مثال إن الله لا يستحي (وقف) أن يضرب مثلا ما....